# يو إس إس كاليستر (المرآة السوداء)
يو إس إس كاليستر (بالإنجليزية: USS Callister)‏ هي الحلقة الأولى من الموسم الرابع من مسلسل المرآة السوداء كتبها كلا من تشارلي بروكر وويليام بريدجز وإخرجها توبي هاينز، تم بثها لأول مرة على نيتفليكس في 29 ديسمبر 2017.
تتمحور هذه الحلقة حول روبرت دالي (جيسي بيلمونز)، وهو مبرمج منعزل لكن موهوب ومؤسس مشارك في لعبة شعبية ضخمةمتعددة اللاعبين على الإنترنت، يشعر روبرت بالمرارة بسبب عدم اعتراف زملائه في العمل بمكانته و مساهماته في الشركة. يقوم روبرت باخراج إحباطاته عن طريق محاكاة مغامرة فضائية شبيهة بـ ستار تريك داخل اللعبة، وذلك باستخدام الحمض النووي لزملائه في إنتاج نسخ رقمية لهم. يتصرف دالي كقائد لمركبة الفضاء الأمريكية كاليستر ،حيث يمكنه أن يأمر زملاءه في العمل، يخضعهم إلى إرادته، ويسيئ معاملتهم إذا ما تصرفوا بطريقة لا يريدها. عندما يجلب روبرت نانيت كول  (كريستين ميلوتي) التي تم تعيينها حديثًا في شركته الي اللعبة، تقوم بتحريض الآخرين على الوقوف ضد دالي.
في عام 2018، فازت الحلقة يثلاثة جوائز إيمي، بما في ذلك جائزة الفيلم التلفزيوني المتميز ‏.

## وصلات خارجية
- المركبة الأمريكية كاليستر (فيلم تلفزيوني) على موقع IMDb (الإنجليزية)
- المركبة الأمريكية كاليستر (فيلم تلفزيوني) على موقع ميتاكريتيك (الإنجليزية)
- المركبة الأمريكية كاليستر (فيلم تلفزيوني) على موقع روتن توميتوز (الإنجليزية)
- المركبة الأمريكية كاليستر (فيلم تلفزيوني) على موقع نتفليكس (الإنجليزية)
- المركبة الأمريكية كاليستر (فيلم تلفزيوني) على موقع أول موفي (الإنجليزية)
- المركبة الأمريكية كاليستر (فيلم تلفزيوني) على موقع فيلمافينيتي (الإسبانية)
- المركبة الأمريكية كاليستر (فيلم تلفزيوني) على موقع ليتربوكسد (الإنجليزية)